# Готоленго
Готоленго (итал. Gottolengo) је насеље у Италији у округу Бреша, региону Ломбардија.
Према процени из 2011. у насељу је живело 4456 становника. Насеље се налази на надморској висини од 51 м.

## Становништво
| 1951. | 1961. | 1971. | 1981. | 1991. | 2001. | 2011. |
| ----- | ----- | ----- | ----- | ----- | ----- | ----- |
| 5.225 | 4.239 | 4.152 | 4.347 | 4.630 | 4.777 | 5.238 |